# Rocks (album)
Rocks je čtvrté studiové album americké rockové skupiny Arosmith. Album vyšlo v květnu 1976 u vydavatelství Columbia Records. Album produkoval Jack Douglas společně se skupinou Aerosmith. V žebříčku 500 nejlepších alb všech dob čaaopisu Rolling Stone se umístilo na 176. místě.

## Seznam skladeb
| Strana 1 (LP) | Strana 1 (LP)      | Strana 1 (LP)           | Strana 1 (LP) |
| Pořadí        | Název              | Autor                   | Délka         |
| ------------- | ------------------ | ----------------------- | ------------- |
| 1.            | Back in the Saddle | Steven Tyler, Joe Perry | 4:40          |
| 2.            | Last Child         | Tyler, Brad Whitford    | 3:26          |
| 3.            | Rats in the Cellar | Tyler, Perry            | 4:05          |
| 4.            | Combination        | Perry                   | 3:39          |

| Strana 2 (LP)  | Strana 2 (LP)      | Strana 2 (LP)       | Strana 2 (LP) |
| Pořadí         | Název              | Autor               | Délka         |
| -------------- | ------------------ | ------------------- | ------------- |
| 1.             | Sick as a Dog      | Tyler, Tom Hamilton | 4:16          |
| 2.             | Nobody's Fault     | Whitford, Tyler     | 4:21          |
| 3.             | Get the Lead Out   | Tyler, Perry        | 3:41          |
| 4.             | Lick and a Promise | Perry, Tyler        | 3:05          |
| 5.             | Home Tonight       | Tyler               | 3:15          |
| Celková délka: | Celková délka:     | Celková délka:      | 34:31         |

## Obsazení
- Steven Tyler – zpěv, klávesy, baskytara
- Joe Perry – sólová kytara, doprovodný zpěv, baskytara, lap steel kytara, zpěv
- Brad Whitford – rytmická kytara
- Tom Hamilton – baskytara, rytmická kytara, doprovodný zpěv
- Joey Kramer – bicí, perkuse, doprovodný zpěv
- Paul Prestopino – banjo
- Jack Douglas – doprovodný zpěv